# Edward Archibald Hume
Edward Archibald Hume (* 25. Dezember 1878 im Vereinigten Königreich Großbritannien und Irland; † 27. August 1915) war ein britischer Jurist und Richter in den britischen Kolonien und Protektoraten.

## Leben
Hume schloss sein Studium am Trinity College in Oxford im Jahr 1900 ab. Am 30. Juli 1912 heiratete er Violet Mary Hope.
Er bekleidete von 1909 bis 1913 das Amt des Obersten Magistrats des kolonialen Gambia (heute: Amt des Obersten Richters von Gambia oder Chief Justice of the Gambia). Nach seinem Ausscheiden aus dem Kolonialdienst wurde er 1914 als Kandidat der Conservative and Unionist Party für den Wahlkreis Banffshire aufgestellt. Die Wahl wurde jedoch aufgrund des Ersten Weltkriegs verschoben.
Er starb am 27. August 1915 im aktiven Dienst als Hauptmann im South Staffordshire Regiment an einer Schusswunde in der Wirbelsäule, als er im Ersten Weltkrieg kämpfte. Er wurde auf See bestattet und wird auf dem Helles-Denkmal in Gallipoli, Tafel 134–136, geehrt.